# 金山北站
金山北站是沪昆客运专线的一个车站，位于上海金山区枫泾镇兴塔社区卫星村、靠近亭枫路，于2010年10月26日启用，由上海铁路局上海直属站管理。车站距离朱泾镇约有4公里、距离枫泾镇七八公里，而距离金山区行政中心30余公里，因此车站在建设之初就因田里“突兀地长出车站”而引发当地村民的疑惑；而开站之初每日客流仅有200多人次，为沪杭高速铁路沿途车站中最少。有旅客质疑金山北站每日只能服务几百人，却有过亿的造价，有浪费之嫌。2012年，上海市规划部门开始在金山北站附近布局大型居住区。到2018年，金山北站年均客流量35万人，平均每日近1000人，甚至出现了“停车难”的情况。金山区政府也增开了多条公交线路解决周边乡镇到金山北站的交通问题。
2014年初起因该站站线（沪昆客运专线46公里处）曾经因线路出现沉降、短时间内难以治理的原因，所有列车接近本站时（包括正线）均限速80km每小时的速度低速通过本站。经过两个月的对轨道板抬升的夜间施工，金山北站的线路沉降得到了控制。在经过一段时间的观察后，最终通过该站的列车自2015年上半年起恢复300km每小时的速度。2024年4月，本站由嘉兴车务段移交上海直属站管理。
未来市域铁路南枫线将经过本站并实现接驳换乘。

## 车站结构

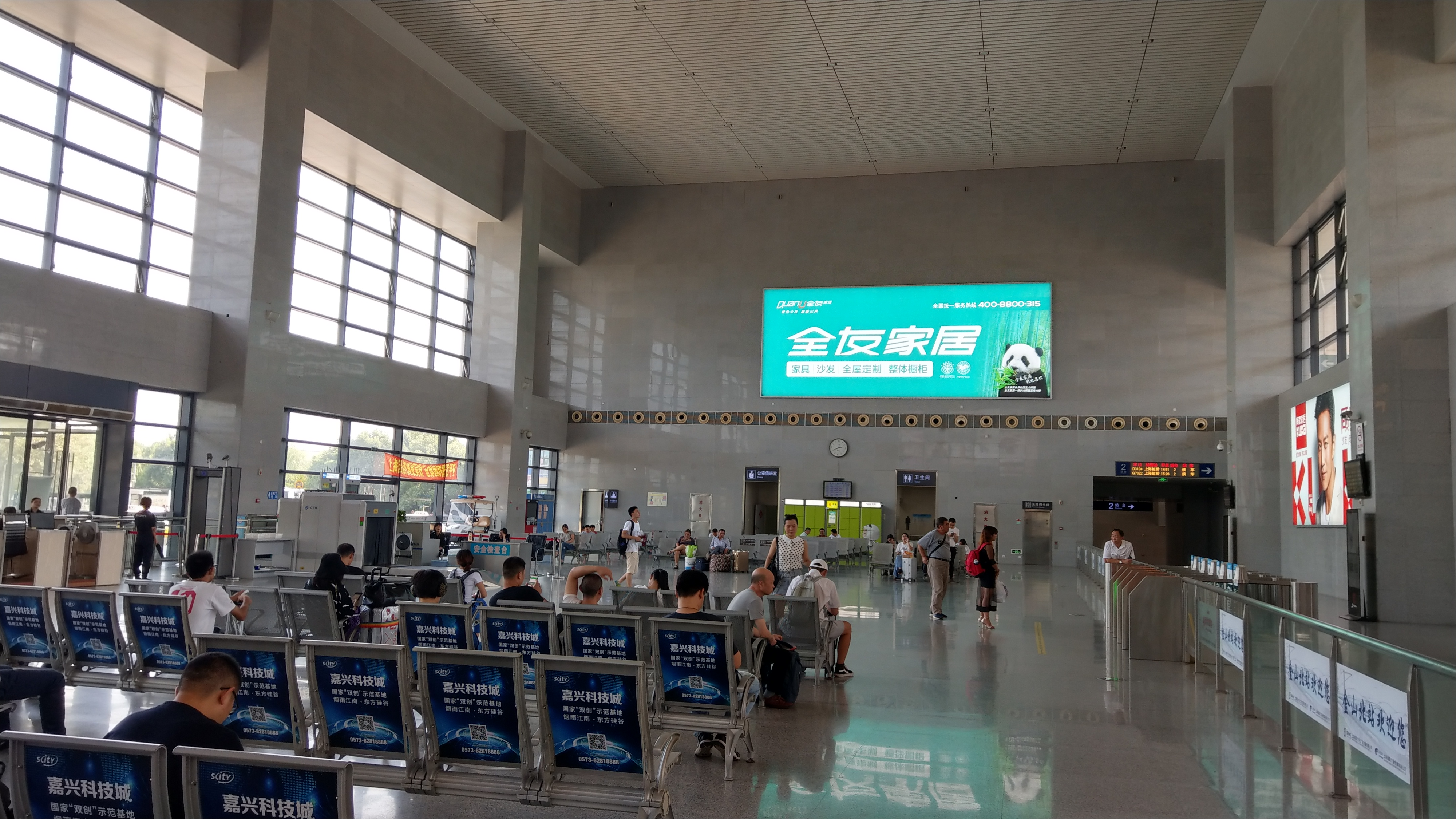
金山北站候车室

### 站场

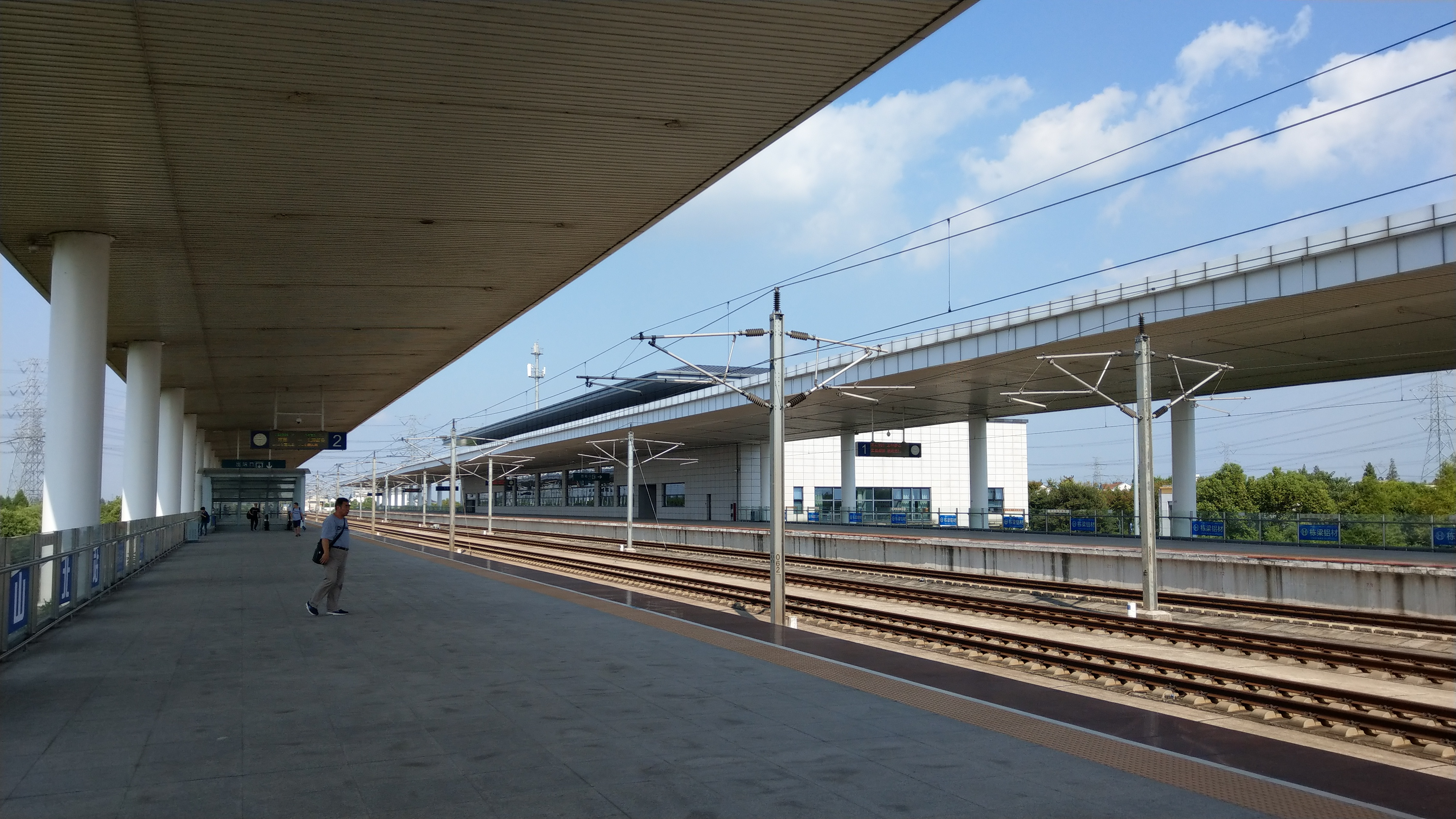
车站站台

金山北站设置到发线4条（含正线2条），站房朝向南侧。
| 地上二楼 | 侧式站台 | 侧式站台                                                                                       |
| 地上二楼 | 1站台    | 沪昆高铁 往上海虹桥方向列车停靠（松江南）                                                      |
| 地上二楼 | 通过线   | 沪昆高铁下行列车通过线                                                                         |
| 地上二楼 | 通过线   | 沪昆高铁上行列车通过线                                                                         |
| 地上二楼 | 2站台    | 沪昆高铁 往昆明南方向列车停靠（嘉善南）                                                        |
| 地上二楼 | 侧式站台 |                                                                                                |
| 地上一楼 | 候车室   | 售票处、自动售票机、验票闸门、等候区 出入口、服务台、旅游服务柜台、接送区、商店 洗手间、育婴室 |
| 地上一楼 | 联外区   | 停车场、公交．客运转运站、出租车排班区、接送区                                                 |

## 车站周边
- 上海乐高乐园

## 公交换乘
| 金山北站       | 金山北站     | 金山北站 | 金山北站         | 金山北站 |
| 编号           | 路线         | 路线     | 路线             | 备注     |
| -------------- | ------------ | -------- | ---------------- | -------- |
| 朱泾五路乐朱线 | 朱泾汽车站   | ⇆        | 乐高乐园枢纽站   |          |
| 枫泾七路乐枫线 | 枫泾枢纽站   | ⇆        | 乐高乐园枢纽站   |          |
| 319平湖        | （嘉兴）新埭 | ⇆        | （上海）金山北站 |          |

2025年6月10日，金山区交通部门开设乐园环线，乘客从本站出站后可乘坐该线路直达上海乐高乐园，全天共开行58班次。